# Кизилкумський сільський округ (Жетисайський район)
Кизилку́мський сільський округ (каз. Қызылқұм ауылдық округі, рос. Кызылкумский сельский округ) — адміністративна одиниця у складі Жетисайського району Туркестанської області Казахстану. Адміністративний центр — село Датка.
Населення — 9120 осіб (2021; 10073 у 2009, 8597 у 1999, 7358 у 1989).
Станом на 1989 рік існували Первомайська сільська рада (села 9 Мая, Актобе, Алгабас, Ворошилово, Єнбекші, Кизилту, Комунізм, Куйбишево, Махтали, Первомайське, Цілинне, Юбілейне, селища Гагаріно, Кірово, Комсомольський, Ленінжол) Кіровського району, селища 60 літ Казахстану, Цілина перебували у складі сільський округ Приозерної сільської ради. З 1993 року — Єнбекшинський сільський округ, з 1998 року сучасна назва. 2023 року до складу Кизилкумського сільського округу передано 6,12 км² Абайського сільського округу.

## Склад
До складу округу входять такі населені пункти:
| Населений пункт | Колишні назви                                            | Населення, осіб (1989) | Населення, осіб (1999) | Населення, осіб (2009) | Населення, осіб (2021) |
| --------------- | -------------------------------------------------------- | ---------------------- | ---------------------- | ---------------------- | ---------------------- |
| Акбулак, село   | отділення №4 совхоза імені XX Партз'їзду, Кірово         | 90                     | 279                    | 194                    | 169                    |
| Акжайлау, село  | участок імені Гагаріна, Гагаріно                         | 83                     | 102                    | 115                    | 57                     |
| Актобе, село    | совхоз імені XX Партз'їзду, Єнбекші                      | 638                    | 623                    | 679                    | 447                    |
| Алгабас, село   | совхоз імені XX Партз'їзду, Єнбекші                      | 469                    | 570                    | 628                    | 614                    |
| Алтинколь, село | отділення №1 совхоза імені XX Партз'їзду, Первомайське   | 400                    | 519                    | 664                    | 621                    |
| Датка, село     | отділення №4 совхоза імені XX Партз'їзду, 9 Мая          | 395                    | 398                    | 477                    | 445                    |
| Єнбекші, село   | отділення №3 совхоза імені XX Партз'їзду, Комунізм       | 273                    | 408                    | 509                    | 461                    |
| Жалпаккум, село | отділення №1 совхоза імені XX Партз'їзду, Комсомольський | 13                     | 291                    | 365                    | 376                    |
| Карасакал, село | Карасахал, Цілина                                        | 235                    | 370                    | 456                    | 496                    |
| Кизилкум, село  | совхоз імені XX Партз'їзду, Єнбекші                      | 2492                   | 2816                   | 3592                   | 3096                   |
| Кизилту, село   | отділення №2 совхоза імені XX Партз'їзду                 | 319                    | 389                    | 438                    | 409                    |
| Кобек, село     | отділення №4 совхоза імені XX Партз'їзду, Цілинне        | 156                    | 152                    | 156                    | 169                    |
| Коскудик, село  | отділення №2 совхоза імені XX Партз'їзду, Ворошилово     | 259                    | 359                    | 457                    | 456                    |
| Костакир, село  | 60 літ Казахстану, Юбілейне                              | 370                    | 433                    | 346                    | 153                    |
| Костакир, село  | 60 літ Казахстану                                        | 279                    | -                      | -                      | -                      |
| Мактали, село   | отділення №3 совхоза імені XX Партз'їзду, Махтали        | 265                    | 390                    | 515                    | 602                    |
| Молшилик, село  | отділення №2 совхоза імені XX Партз'їзду, Ленінжол       | 136                    | 199                    | 204                    | 218                    |
| Туркебай, село  | отділення №1 совхоза імені XX Партз'їзду, Куйбишево      | 486                    | 299                    | 278                    | 331                    |